# Puchar Kontynentalny w skokach narciarskich 2003/2004
Puchar Kontynentalny w skokach narciarskich 2003/2004 – według planów miał się rozpocząć 6 grudnia 2003 w Ruce, jednak zawody zostały odwołane. Pierwszy konkurs odbył się więc tydzień później w norweskim Lillehammer. Ostatni konkurs odbył się 7 marca 2004 w Vikersund na mamuciej skoczni Vikersundbakken. Cykl miał składać się z 31 konkursów, jednak 6 zostało odwołanych (dwa w Lahti i Libercu oraz po jednym w Engelbergu i Zakopanem). Konkurs zaplanowany w Tarvisio został przeniesiony do Planicy.
Zwycięzcą cyklu został Norweg Olav Magne Dønnem, uzyskując 935 pkt. 11 pkt. mniej zdobył Austriak Balthasar Schneider, który zajął drugie miejsce. Trzeci był jego rodak Stefan Kaiser. Najwyżej sklasyfikowanym Polakiem został Mateusz Rutkowski, który zajął 26. lokatę.

## Kalendarz i wyniki
| Lp  | Data             | Miejscowość   | Skocznia                   | HS    | Uwagi | 1. miejsce               | 2. miejsce           | 3. miejsce                                        |
| --- | ---------------- | ------------- | -------------------------- | ----- | ----- | ------------------------ | -------------------- | ------------------------------------------------- |
| 1.  | 6 grudnia 2003   | Ruka          | Rukatunturi                | HS142 | -     | odwołany                 | odwołany             | odwołany                                          |
| 2.  | 7 grudnia 2003   | Ruka          | Rukatunturi                | HS142 | -     | odwołany                 | odwołany             | odwołany                                          |
| 3.  | 13 grudnia 2003  | Lillehammer   | Lysgårdsbakken             | HS138 | nocny | Lars Bystøl              | Wolfgang Loitzl      | Morten Solem                                      |
| 4.  | 14 grudnia 2003  | Lillehammer   | Lysgårdsbakken             | HS138 | -     | Lars Bystøl              | Kim-Roar Hansen      | Stefan Kaiser                                     |
| 5.  | 20 grudnia 2003  | Liberec       | Ještěd                     | HS134 | -     | odwołany                 | odwołany             | odwołany                                          |
| 6.  | 21 grudnia 2003  | Liberec       | Ještěd                     | HS134 | -     | odwołany                 | odwołany             | odwołany                                          |
| 7.  | 26 grudnia 2003  | Sankt Moritz  | Olympiaschanze             | HS100 | -     | Christian Nagiller       | Jernej Damjan        | Balthasar Schneider                               |
| 8.  | 27 grudnia 2003  | Engelberg     | Gross-Titlis-Schanze       | HS137 | nocny | Roland Müller            | Stefan Kaiser        | Ferdinand Bader                                   |
| 9.  | 28 grudnia 2003  | Engelberg     | Gross-Titlis-Schanze       | HS137 | nocny | odwołany                 | odwołany             | odwołany                                          |
| 10. | 1 stycznia 2004  | Seefeld       | Toni-Seelos-Olympiaschanze | HS100 | -     | Wolfgang Loitzl          | Christian Nagiller   | Juha-Matti Ruuskanen                              |
| 11. | 3 stycznia 2004  | Planica       | Srednija Velikanka         | HS100 | -     | Mateusz Rutkowski        | Juha-Matti Ruuskanen | Kim-Roar Hansen                                   |
| 12. | 4 stycznia 2004  | Planica       | Srednija Velikanka         | HS100 | [ 1 ] | Jure Bogataj Daiki Itō   | –                    | Mateusz Rutkowski Bine Zupan Juha-Matti Ruuskanen |
| 13. | 9 stycznia 2004  | Sapporo       | Miyanomori                 | HS98  | -     | Stefan Kaiser            | Olav Magne Dønnem    | Stefan Thurnbichler                               |
| 14. | 10 stycznia 2004 | Sapporo       | Ōkurayama                  | HS134 | -     | Akira Higashi            | Olav Magne Dønnem    | Stefan Thurnbichler                               |
| 15. | 11 stycznia 2004 | Sapporo       | Ōkurayama                  | HS134 | -     | Akira Higashi            | Martin Koch          | Tsuyoshi Ichinohe                                 |
| 16. | 17 stycznia 2004 | Bischofshofen | Paul-Ausserleitner-Schanze | HS140 | -     | Olav Magne Dønnem        | Ferdinand Bader      | Stefan Pieper                                     |
| 17. | 18 stycznia 2004 | Bischofshofen | Paul-Ausserleitner-Schanze | HS140 | -     | Olav Magne Dønnem        | Ferdinand Bader      | Balthasar Schneider                               |
| 18. | 24 stycznia 2004 | Braunlage     | Wurmbergschanze            | HS100 | -     | Andreas Widhölzl         | Janne Happonen       | Stefan Kaiser                                     |
| 19. | 25 stycznia 2004 | Braunlage     | Wurmbergschanze            | HS100 | -     | Janne Happonen           | Balthasar Schneider  | Andreas Widhölzl                                  |
| 20. | 31 stycznia 2004 | Brotterode    | Inselbergschanze           | HS117 | -     | Jörg Ritzerfeld          | Andreas Widhölzl     | Stephan Hocke                                     |
| 21. | 1 lutego 2004    | Brotterode    | Inselbergschanze           | HS117 | -     | Pekka Salminen           | Stephan Hocke        | Radik Żaparow                                     |
| 22. | 7 lutego 2004    | Zakopane      | Wielka Krokiew             | HS134 | -     | odwołany                 | odwołany             | odwołany                                          |
| 23. | 8 lutego 2004    | Zakopane      | Wielka Krokiew             | HS134 | -     | Reinhard Schwarzenberger | Christian Nagiller   | Jernej Damjan                                     |
| 24. | 14 lutego 2004   | Westby        | Snowflake                  | HS117 | -     | Christian Nagiller       | Bernhard Metzler     | Balthasar Schneider                               |
| 25. | 15 lutego 2004   | Westby        | Snowflake                  | HS117 | -     | Jernej Damjan            | Stefan Thurnbichler  | Balthasar Schneider                               |
| 26. | 22 lutego 2004   | Iron Mountain | Pine Mountain              | HS133 | -     | Reinhard Schwarzenberger | Stephan Hocke        | Stefan Kaiser Olav Magne Dønnem                   |
| 27. | 23 lutego 2004   | Iron Mountain | Pine Mountain              | HS133 | -     | Reinhard Schwarzenberger | Balthasar Schneider  | Olav Magne Dønnem                                 |
| 28. | 28 lutego 2004   | Kuopio        | Puijo                      | HS127 | -     | Janne Happonen           | Andreas Widhölzl     | Roland Müller                                     |
| 29. | 29 lutego 2004   | Kuopio        | Puijo                      | HS127 | -     | Janne Happonen           | Olli Pekkala         | Balthasar Schneider                               |
| 30. | 6 marca 2004     | Vikersund     | Vikersundbakken            | HS207 | -     | Roland Müller            | Olav Magne Dønnem    | Balthasar Schneider                               |
| 31. | 7 marca 2004     | Vikersund     | Vikersundbakken            | HS207 | -     | Roland Müller            | Balthasar Schneider  | Martin Koch                                       |

## Statystyki indywidualne
| Austria |     |    |    |    |     |     |     |    |    |     |    |    |     |    |     |    |    |    |    |    |    |     |    |     |    |
| Stefan Becker | –   | –  | –  | –  | 40  | 60  | 64  | –  | –  | –   | 36 | –  | 43  | 46 | 57  | 60 | –  | –  | –  | –  | –  | –   | –  | –   | –  |
| Markus Eigentler | –   | –  | –  | –  | 27  | 41  | 34  | –  | –  | –   | 33 | –  | –   | –  | –   | –  | –  | –  | –  | –  | –  | –   | –  | –   | –  |
| Manuel Fettner | –   | –  | 5  | 54 | 16  | –   | –   | 26 | 12 | 29  | 22 | 36 | 8   | 5  | 21  | 42 | 34 | 22 | 37 | 33 | 25 | –   | –  | –   | –  |
| Nicolas Fettner | –   | –  | –  | –  | –   | –   | –   | –  | –  | –   | 30 | –  | –   | –  | –   | –  | –  | –  | –  | –  | –  | –   | –  | –   | –  |
| Mathias Hafele | 31  | 55 | –  | –  | 19  | –   | –   | –  | –  | –   | 39 | –  | 15  | 16 | 19  | 22 | 24 | –  | –  | –  | –  | –   | –  | –   | –  |
| Stefan Kaiser | 10  | 3  | 19 | 2  | 4   | –   | –   | 1  | 25 | 9   | 37 | 10 | 3   | 4  | 6   | 7  | 8  | 14 | 20 | 3  | 4  | –   | –  | 17  | 18 |
| Bastian Kaltenböck | 34  | 46 | –  | –  | 46  | 29  | 26  | 25 | 33 | 24  | 69 | –  | –   | –  | –   | –  | –  | 45 | 24 | 16 | 22 | 59  | 53 | 25  | 43 |
| Martin Koch | –   | –  | –  | –  | –   | –   | –   | 7  | 7  | 2   | 12 | 4  | –   | –  | –   | –  | –  | –  | –  | –  | –  | 11  | 13 | 6   | 3  |
| Christoph Lenz | –   | –  | –  | –  | 24  | –   | –   | –  | –  | –   | 52 | –  | –   | –  | –   | –  | –  | –  | –  | –  | –  | –   | –  | –   | –  |
| Florian Liegl | –   | –  | –  | –  | –   | –   | –   | –  | –  | –   | 6  | 14 | –   | –  | –   | –  | –  | –  | –  | –  | –  | –   | –  | –   | –  |
| Wolfgang Loitzl | 2   | 7  | 4  | 9  | 1   | –   | –   | –  | –  | –   | –  | –  | –   | –  | –   | –  | –  | –  | –  | –  | –  | –   | –  | –   | –  |
| Bernhard Metzler | –   | –  | –  | –  | 18  | 28  | 38  | –  | –  | –   | 16 | 16 | 9   | 14 | 8   | 5  | 31 | 2  | 7  | 30 | 11 | 38  | 42 | 9   | 16 |
| Roland Müller | 3   | 5  | 16 | 1  | 25  | –   | –   | 20 | 27 | 22  | 10 | 7  | –   | –  | –   | –  | –  | –  | –  | –  | –  | 3   | 5  | 1   | 1  |
| Christian Nagiller | –   | –  | 1  | 5  | 2   | –   | –   | –  | –  | –   | –  | –  | –   | –  | –   | –  | 2  | 1  | 4  | 11 | 13 | 8   | 26 | 26  | 17 |
| Michael Nagiller | –   | –  | –  | –  | 31  | 25  | 29  | –  | –  | –   | 34 | –  | 18  | 51 | 36  | 36 | 44 | –  | –  | –  | –  | –   | –  | –   | –  |
| Stefan Rammerstorfer | –   | –  | –  | –  | 34  | 24  | 52  | –  | –  | –   | 53 | –  | –   | –  | –   | –  | –  | –  | –  | –  | –  | –   | –  | –   | –  |
| Manuel Resch | –   | –  | –  | –  | –   | –   | –   | –  | –  | –   | 34 | –  | –   | –  | –   | –  | –  | –  | –  | –  | –  | –   | –  | –   | –  |
| Balthasar Schneider | 5   | 14 | 3  | 10 | 9   | –   | –   | 21 | 22 | 23  | 11 | 3  | 5   | 2  | 17  | 70 | 16 | 3  | 3  | 7  | 2  | 5   | 3  | 3   | 2  |
| Reinhard Schwarzenberger | –   | –  | –  | –  | 11  | –   | –   | –  | –  | –   | –  | –  | –   | –  | –   | –  | 1  | 8  | 10 | 1  | 1  | –   | –  | –   | –  |
| Alexander Seiwald | –   | –  | –  | –  | –   | –   | –   | –  | –  | –   | 44 | –  | –   | –  | –   | –  | –  | –  | –  | –  | –  | –   | –  | –   | –  |
| Christoph Strickner | 43  | 34 | 32 | 18 | 33  | 21  | 24  | 10 | –  | –   | –  | –  | –   | –  | –   | –  | –  | –  | –  | –  | –  | –   | –  | –   | –  |
| Stefan Thurnbichler | 23  | 24 | 7  | 45 | 7   | –   | –   | 3  | 3  | 14  | 5  | 6  | –   | –  | –   | –  | –  | 10 | 2  | 15 | 7  | 24  | 19 | 40  | 28 |
| Lukas Tschuschnig | –   | –  | –  | –  | –   | 13  | 11  | –  | –  | –   | –  | –  | –   | –  | –   | –  | –  | –  | –  | –  | –  | –   | –  | –   | –  |
| Andreas Widhölzl | –   | –  | –  | –  | –   | –   | –   | –  | –  | –   | –  | –  | 1   | 3  | 2   | 39 | –  | –  | –  | –  | –  | 2   | 4  | –   | –  |
| Białoruś |     |    |    |    |     |     |     |    |    |     |    |    |     |    |     |    |    |    |    |    |    |     |    |     |    |
| Dzmitryj Afanasienka | –   | –  | 65 | 53 | 82  | –   | –   | –  | –  | –   | –  | –  | 41  | 40 | 38  | 66 | 67 | –  | –  | –  | –  | 65  | 60 | –   | –  |
| Maksim Anisimau | –   | –  | 17 | –  | –   | –   | –   | –  | –  | –   | –  | –  | 33  | 13 | 22  | 34 | –  | –  | –  | –  | –  | 22  | 7  | –   | –  |
| Piotr Czaadajew | –   | –  | –  | –  | –   | –   | –   | –  | –  | –   | –  | –  | –   | –  | –   | –  | –  | –  | –  | –  | –  | 29  | 33 | –   | –  |
| Ilja Skakun | –   | –  | –  | –  | –   | –   | –   | –  | –  | –   | –  | –  | 60  | 61 | dsq | 67 | –  | –  | –  | –  | –  | –   | –  | –   | –  |
| Aleksandr Swietłow | –   | –  | 53 | 65 | dsq | –   | –   | –  | –  | –   | –  | –  | 48  | 50 | 56  | 51 | –  | –  | –  | –  | –  | 72  | 62 | –   | –  |
| Bułgaria |     |    |    |    |     |     |     |    |    |     |    |    |     |    |     |    |    |    |    |    |    |     |    |     |    |
| Petyr Fyrtunow | –   | –  | –  | –  | –   | –   | –   | –  | –  | –   | 79 | 69 | 66  | 66 | dsq | 71 | –  | –  | –  | –  | –  | –   | –  | –   | –  |
| Georgi Żarkow | –   | –  | –  | –  | –   | –   | –   | –  | –  | –   | –  | –  | –   | –  | –   | –  | –  | 48 | 43 | 49 | 54 | –   | –  | –   | –  |
| Chiny |     |    |    |    |     |     |     |    |    |     |    |    |     |    |     |    |    |    |    |    |    |     |    |     |    |
| Li Chengbo | 60  | 62 | 70 | 72 | –   | –   | –   | –  | –  | –   | 78 | 67 | –   | –  | –   | –  | –  | –  | –  | –  | –  | –   | –  | –   | –  |
| Li Yang | 49  | 53 | 26 | 15 | 70  | –   | –   | –  | –  | –   | 62 | 43 | 39  | 41 | 35  | 55 | –  | –  | –  | –  | –  | 66  | 52 | –   | –  |
| Tian Zhandong | 32  | 42 | 22 | 35 | 72  | –   | –   | –  | –  | –   | 59 | 35 | 23  | 32 | 37  | 68 | –  | –  | –  | –  | –  | 70  | 73 | –   | –  |
| Wang Jianxun | 59  | 59 | 64 | 63 | 74  | –   | –   | –  | –  | –   | 67 | 48 | 37  | 23 | 65  | 46 | –  | –  | –  | –  | –  | 68  | 71 | –   | –  |
| Czechy |     |    |    |    |     |     |     |    |    |     |    |    |     |    |     |    |    |    |    |    |    |     |    |     |    |
| Martin Cikl | –   | –  | –  | –  | –   | 54  | 44  | –  | –  | –   | –  | –  | –   | –  | –   | –  | –  | –  | –  | –  | –  | –   | –  | –   | –  |
| Michal Doležal | 33  | 22 | –  | –  | –   | –   | –   | –  | –  | –   | 48 | 31 | –   | –  | 34  | 17 | 50 | –  | –  | –  | –  | –   | –  | 24  | 27 |
| Pavel Fízek | –   | –  | –  | –  | –   | –   | –   | –  | –  | –   | –  | –  | –   | –  | –   | –  | 63 | –  | –  | –  | –  | –   | –  | –   | –  |
| Antonín Hájek | 28  | 52 | 57 | 58 | 59  | 36  | 18  | –  | –  | –   | 25 | 37 | –   | –  | –   | –  | –  | –  | –  | –  | –  | –   | –  | 27  | 38 |
| Lukáš Hlava | –   | –  | –  | –  | –   | –   | –   | –  | –  | –   | 32 | 21 | –   | –  | 24  | 10 | 40 | –  | –  | –  | –  | –   | –  | 28  | 35 |
| David Jirotka | –   | –  | –  | –  | –   | –   | –   | –  | –  | –   | –  | –  | –   | –  | –   | –  | –  | 46 | 45 | 51 | 49 | –   | –  | –   | –  |
| Tomáš Kyncl | –   | –  | 50 | 61 | 53  | 62  | 59  | –  | –  | –   | –  | –  | –   | –  | –   | –  | –  | 29 | 36 | 40 | 52 | –   | –  | –   | –  |
| Jan Mazoch | –   | –  | –  | –  | –   | –   | –   | –  | –  | –   | –  | –  | –   | –  | 14  | 11 | –  | –  | –  | –  | –  | –   | –  | 31  | 24 |
| Jiří Parma jr. | 55  | 43 | 41 | 57 | 48  | –   | –   | –  | –  | –   | –  | –  | –   | –  | –   | –  | –  | 43 | 42 | 54 | 46 | –   | –  | –   | –  |
| Vlastibor Sedlák | 37  | 33 | 34 | 32 | 51  | 49  | 51  | –  | –  | –   | 60 | 50 | –   | –  | 27  | 37 | –  | 33 | 25 | 42 | 48 | –   | –  | –   | –  |
| František Vaculík | –   | –  | –  | –  | –   | –   | –   | –  | –  | –   | –  | –  | –   | –  | –   | –  | 55 | –  | –  | –  | –  | –   | –  | –   | –  |
| Estonia |     |    |    |    |     |     |     |    |    |     |    |    |     |    |     |    |    |    |    |    |    |     |    |     |    |
| Kristjan Eljand | –   | –  | –  | –  | –   | –   | –   | –  | –  | –   | –  | –  | –   | –  | –   | –  | –  | –  | –  | –  | –  | 71  | 66 | –   | –  |
| Jaan Jüris | –   | –  | –  | –  | –   | –   | –   | –  | –  | –   | –  | –  | –   | –  | –   | –  | –  | –  | –  | –  | –  | 45  | 59 | –   | –  |
| Jens Salumäe | –   | –  | –  | –  | –   | –   | –   | –  | –  | –   | –  | –  | –   | –  | –   | –  | –  | –  | –  | –  | –  | 20  | 9  | –   | –  |
| Priidik Vesi | –   | –  | –  | –  | –   | –   | –   | –  | –  | –   | –  | –  | –   | –  | –   | –  | –  | –  | –  | –  | –  | 74  | 70 | –   | –  |
| Finlandia |     |    |    |    |     |     |     |    |    |     |    |    |     |    |     |    |    |    |    |    |    |     |    |     |    |
| Hannu Alakunnas | –   | –  | –  | –  | –   | –   | –   | –  | –  | –   | –  | –  | –   | –  | –   | –  | –  | –  | –  | –  | –  | 58  | 57 | –   | –  |
| Lauri Hakola | –   | –  | –  | 39 | 13  | 39  | 30  | –  | –  | –   | –  | –  | –   | –  | 15  | 20 | –  | 35 | 33 | 13 | 5  | 16  | 22 | 10  | 10 |
| Janne Happonen | 13  | 23 | –  | –  | –   | –   | –   | –  | –  | –   | –  | –  | 2   | 1  | 33  | 28 | –  | –  | –  | –  | –  | 1   | 1  | –   | –  |
| Jussi Hautamäki | –   | –  | –  | –  | –   | –   | –   | –  | –  | –   | –  | –  | –   | –  | 25  | 6  | –  | –  | –  | –  | –  | –   | –  | –   | –  |
| Jarkko Heikkonen | –   | –  | –  | –  | –   | –   | –   | –  | –  | –   | –  | –  | –   | –  | –   | –  | –  | –  | –  | –  | –  | 35  | 28 | –   | –  |
| Herman Huczkowski | –   | –  | –  | –  | –   | –   | –   | –  | –  | –   | –  | –  | –   | –  | –   | –  | –  | –  | –  | –  | –  | 37  | 30 | –   | –  |
| Lassi Huuskonen | –   | –  | –  | –  | –   | –   | –   | –  | –  | –   | –  | –  | –   | –  | –   | –  | –  | –  | –  | –  | –  | 55  | 49 | –   | –  |
| Joonas Ikonen | –   | –  | –  | –  | –   | –   | –   | –  | –  | –   | –  | –  | 28  | 41 | –   | –  | –  | –  | –  | –  | –  | 50  | 51 | –   | –  |
| Risto Jussilainen | –   | –  | –  | –  | –   | –   | –   | –  | –  | –   | –  | –  | –   | –  | –   | –  | –  | –  | –  | –  | –  | 33  | 72 | –   | –  |
| Ville Kantee | –   | –  | –  | 59 | 83  | 78  | 69  | –  | –  | –   | –  | –  | –   | –  | –   | –  | –  | –  | –  | –  | –  | –   | –  | –   | –  |
| Kalle Keituri | –   | –  | –  | –  | –   | –   | –   | –  | –  | –   | –  | –  | –   | –  | –   | –  | –  | –  | –  | –  | –  | 14  | 48 | –   | –  |
| Arttu Lappi | –   | –  | –  | –  | –   | –   | –   | –  | –  | –   | 13 | 17 | –   | –  | –   | –  | 12 | –  | –  | –  | –  | 12  | 18 | 21  | 22 |
| Juha Miettinen | –   | –  | –  | –  | –   | –   | –   | –  | –  | –   | –  | –  | –   | –  | –   | –  | –  | 16 | 16 | 18 | 28 | dsq | 10 | 23  | 44 |
| Toni Nieminen | 9   | 11 | –  | 4  | 26  | 30  | 21  | –  | –  | –   | 17 | 18 | –   | –  | –   | –  | –  | 17 | 26 | 36 | 23 | 21  | 14 | –   | –  |
| Harri Olli | 19  | 25 | –  | 37 | 40  | 8   | 9   | 23 | 35 | 37  | –  | –  | –   | –  | 39  | 24 | 41 | –  | –  | –  | –  | 32  | 16 | –   | –  |
| Teemu Pääkkönen | –   | –  | –  | –  | –   | –   | –   | –  | –  | –   | –  | –  | –   | –  | –   | –  | –  | –  | –  | –  | –  | 49  | 27 | –   | –  |
| Olli Pekkala | –   | –  | –  | –  | –   | –   | –   | –  | –  | –   | –  | –  | 4   | 10 | –   | –  | –  | –  | –  | –  | –  | 4   | 2  | 5   | 4  |
| Juha-Matti Ruuskanen | 8   | 12 | –  | 6  | 3   | 2   | 3   | –  | –  | –   | –  | –  | –   | –  | –   | –  | –  | –  | –  | –  | –  | –   | –  | 15  | 12 |
| Pekka Salminen | 16  | 35 | –  | –  | –   | –   | –   | –  | –  | –   | 14 | 9  | 12  | 16 | 4   | 1  | –  | 32 | 23 | 20 | 29 | 17  | 11 | 14  | 37 |
| Janne Ylijärvi | 14  | 10 | –  | 42 | 37  | 52  | 25  | 6  | 16 | 31  | –  | –  | 20  | 15 | –   | –  | –  | 9  | 14 | 32 | 20 | 18  | 17 | 42  | 30 |
| Kimmo Yliriesto | –   | –  | –  | –  | –   | –   | –   | 12 | 24 | 6   | 20 | 15 | –   | –  | –   | –  | 9  | –  | –  | –  | –  | 31  | 24 | –   | –  |
| Francja |     |    |    |    |     |     |     |    |    |     |    |    |     |    |     |    |    |    |    |    |    |     |    |     |    |
| Benjamin Bourqui | –   | –  | –  | –  | –   | –   | –   | –  | –  | –   | –  | –  | –   | –  | –   | –  | –  | –  | –  | 47 | 40 | 64  | 58 | –   | –  |
| Vincent Descombes Sevoie | 47  | 40 | 46 | 29 | 53  | 71  | 52  | –  | –  | –   | –  | –  | 51  | 52 | –   | –  | –  | –  | –  | 46 | 51 | –   | –  | –   | –  |
| Nicolas Dessum | –   | –  | –  | –  | –   | –   | –   | –  | –  | –   | –  | –  | –   | –  | –   | –  | –  | –  | –  | –  | –  | 10  | 41 | –   | –  |
| Florentin Durand | –   | –  | –  | –  | –   | –   | –   | –  | –  | –   | 28 | 30 | 43  | 35 | –   | –  | 48 | –  | –  | –  | –  | –   | –  | –   | –  |
| David Lazzaroni | 50  | 58 | 33 | 25 | 67  | 65  | 45  | –  | –  | –   | –  | –  | 39  | 24 | –   | –  | 52 | –  | –  | –  | –  | 26  | 34 | –   | –  |
| Damien Maitre | –   | –  | 49 | 60 | –   | –   | –   | –  | –  | –   | –  | –  | 52  | 54 | –   | –  | –  | –  | –  | –  | –  | –   | –  | –   | –  |
| Yoann Morel | –   | –  | –  | –  | –   | –   | –   | –  | –  | –   | –  | –  | –   | –  | –   | –  | 49 | –  | –  | –  | –  | –   | –  | –   | –  |
| Maxime Remy | 53  | 57 | –  | –  | –   | –   | –   | –  | –  | –   | –  | –  | –   | –  | –   | –  | –  | –  | –  | –  | –  | –   | –  | –   | –  |
| Rémi Santiago | 36  | 45 | 41 | 17 | 60  | 23  | 23  | –  | –  | –   | 47 | 38 | –   | –  | –   | –  | 30 | –  | –  | 9  | 19 | 40  | 21 | –   | –  |
| Holandia |     |    |    |    |     |     |     |    |    |     |    |    |     |    |     |    |    |    |    |    |    |     |    |     |    |
| Christoph Kreuzer | –   | –  | –  | –  | 81  | –   | –   | –  | –  | –   | 73 | 57 | –   | –  | –   | –  | –  | –  | –  | –  | –  | –   | –  | –   | –  |
| Boy van Baarle | –   | –  | 63 | 68 | 75  | 74  | 52  | 29 | 32 | 38  | 54 | 49 | 48  | 58 | 43  | 48 | –  | –  | –  | 53 | 50 | –   | –  | 48  | 47 |
| Japonia |     |    |    |    |     |     |     |    |    |     |    |    |     |    |     |    |    |    |    |    |    |     |    |     |    |
| Akira Higashi | 6   | 9  | 6  | –  | –   | –   | –   | –  | 1  | 1   | –  | –  | –   | –  | –   | –  | –  | –  | –  | –  | –  | –   | –  | –   | –  |
| Tsuyoshi Ichinohe | –   | –  | –  | –  | –   | –   | –   | –  | 4  | 3   | –  | –  | –   | –  | 12  | 29 | 60 | 24 | 22 | 28 | 32 | 34  | 32 | 46  | 20 |
| Daiki Itō | 11  | 16 | 27 | 32 | 9   | 7   | 1   | 27 | 8  | 10  | –  | –  | –   | –  | –   | –  | –  | –  | –  | –  | –  | –   | –  | –   | –  |
| Masahiko Harada | –   | –  | –  | –  | –   | –   | –   | –  | 34 | 27  | –  | –  | –   | –  | –   | –  | –  | –  | –  | –  | –  | –   | –  | –   | –  |
| Shūsaku Hosoyama | –   | –  | –  | –  | –   | –   | –   | –  | 26 | dsq | –  | –  | –   | –  | –   | –  | –  | –  | –  | –  | –  | –   | –  | –   | –  |
| Yūsuke Kaneko | –   | –  | –  | –  | –   | –   | –   | 4  | 20 | 26  | –  | –  | –   | –  | 26  | 15 | 26 | 11 | 13 | 26 | 34 | 46  | 20 | 16  | 14 |
| Ryōhei Nishimori | –   | –  | –  | –  | –   | –   | –   | –  | 29 | 7   | –  | –  | –   | –  | –   | –  | –  | –  | –  | –  | –  | –   | –  | –   | –  |
| Kazuki Nishishita | –   | –  | –  | –  | –   | –   | –   | –  | 9  | 13  | –  | –  | –   | –  | 17  | 16 | 5  | 26 | 12 | 34 | 37 | 30  | 38 | 29  | 33 |
| Takanobu Okabe | 39  | 26 | 8  | 7  | 22  | 53  | 16  | 24 | 13 | 16  | –  | –  | –   | –  | –   | –  | –  | –  | –  | –  | –  | –   | –  | –   | –  |
| Sōta Okamura | –   | –  | –  | –  | –   | –   | –   | –  | 36 | 36  | –  | –  | –   | –  | –   | –  | –  | –  | –  | –  | –  | –   | –  | –   | –  |
| Masayuki Satō | –   | –  | –  | –  | –   | –   | –   | –  | 30 | 34  | –  | –  | –   | –  | –   | –  | –  | –  | –  | –  | –  | –   | –  | –   | –  |
| Teppei Takano | 41  | –  | –  | –  | –   | –   | –   | –  | –  | –   | –  | –  | –   | –  | 43  | 43 | 20 | 15 | 5  | 8  | 8  | 19  | 11 | 33  | 31 |
| Keita Umezaki | –   | –  | –  | –  | –   | –   | –   | 28 | 10 | 5   | –  | –  | –   | –  | –   | –  | –  | –  | –  | –  | –  | –   | –  | –   | –  |
| Hiroki Yamada | –   | –  | –  | –  | –   | –   | –   | –  | 14 | 15  | –  | –  | –   | –  | –   | –  | –  | –  | –  | –  | –  | –   | –  | –   | –  |
| Kazuya Yoshioka | –   | –  | –  | –  | –   | –   | –   | 8  | 5  | 11  | –  | –  | –   | –  | 16  | 19 | 19 | 21 | 18 | 35 | 38 | 44  | 25 | 37  | 15 |
| Fumihisa Yumoto | –   | –  | –  | –  | –   | –   | –   | –  | 17 | 18  | –  | –  | –   | –  | –   | –  | –  | –  | –  | –  | –  | –   | –  | –   | –  |
| Kanada |     |    |    |    |     |     |     |    |    |     |    |    |     |    |     |    |    |    |    |    |    |     |    |     |    |
| Dominik Bafia | –   | –  | –  | –  | –   | –   | –   | –  | –  | –   | –  | –  | –   | –  | 62  | 53 | –  | –  | –  | –  | –  | –   | –  | –   | –  |
| Gregory Baxter | –   | –  | –  | –  | –   | –   | –   | –  | –  | –   | –  | –  | –   | –  | 28  | 31 | –  | –  | –  | –  | –  | –   | –  | –   | –  |
| Andrew Osadetz | –   | –  | –  | –  | –   | –   | –   | –  | –  | –   | –  | –  | –   | –  | 60  | 63 | –  | –  | –  | –  | –  | –   | –  | –   | –  |
| Stefan Read | –   | –  | –  | –  | –   | –   | –   | –  | –  | –   | –  | –  | –   | –  | 32  | 65 | –  | –  | –  | –  | –  | –   | –  | –   | –  |
| Kazachstan |     |    |    |    |     |     |     |    |    |     |    |    |     |    |     |    |    |    |    |    |    |     |    |     |    |
| Iwan Karaułow | –   | –  | –  | –  | –   | –   | –   | –  | –  | –   | 23 | 19 | 31  | 49 | 10  | 35 | –  | –  | –  | –  | –  | –   | –  | –   | –  |
| Aleksiej Korolow | –   | –  | –  | –  | –   | –   | –   | –  | –  | –   | 77 | 66 | 65  | 65 | 63  | 68 | –  | –  | –  | –  | –  | –   | –  | –   | –  |
| Asan Tachtachunow | –   | –  | 37 | –  | –   | –   | –   | –  | –  | –   | 8  | 20 | –   | –  | 9   | 13 | –  | –  | –  | –  | –  | –   | –  | –   | –  |
| Radik Żaparow | –   | –  | 34 | –  | –   | –   | –   | –  | –  | –   | 39 | 22 | –   | –  | 64  | 3  | –  | –  | –  | –  | –  | –   | –  | –   | –  |
| Korea Południowa |     |    |    |    |     |     |     |    |    |     |    |    |     |    |     |    |    |    |    |    |    |     |    |     |    |
| Choi Heung-chul | 40  | 32 | –  | –  | 21  | 26  | 47  | –  | –  | –   | –  | –  | 32  | 22 | 46  | 23 | –  | –  | –  | –  | –  | 47  | 65 | –   | –  |
| Choi Yong-jik | –   | –  | –  | –  | –   | –   | –   | 9  | 37 | 17  | –  | –  | –   | –  | –   | 37 | 35 | 38 | 32 | 29 | 40 | –   | –  | –   | –  |
| Kang Chil-ku | –   | –  | 24 | –  | –   | –   | –   | 14 | 18 | 12  | –  | –  | –   | –  | 49  | 4  | –  | –  | –  | –  | –  | –   | –  | –   | –  |
| Kim Hyun-ki | 35  | 38 | 45 | 27 | 77  | –   | –   | 30 | 31 | 30  | –  | –  | 46  | 39 | 54  | 51 | 53 | 28 | 29 | 52 | 41 | –   | –  | –   | –  |
| Niemcy |     |    |    |    |     |     |     |    |    |     |    |    |     |    |     |    |    |    |    |    |    |     |    |     |    |
| Ferdinand Bader | –   | –  | 11 | 3  | 17  | 4   | 6   | –  | –  | –   | 2  | 2  | –   | –  | 39  | 33 | 4  | –  | –  | –  | –  | 6   | 39 | 11  | 11 |
| Kai Bracht | –   | –  | 37 | 36 | 29  | 54  | 57  | 11 | 23 | 20  | 19 | 46 | 23  | 33 | 45  | 17 | 45 | –  | –  | –  | –  | –   | –  | –   | –  |
| Benjamin Brunner | –   | –  | –  | –  | –   | –   | –   | –  | –  | –   | –  | –  | –   | –  | 42  | 27 | 37 | –  | –  | –  | –  | –   | –  | –   | –  |
| Christof Duffner | –   | –  | 20 | 11 | 53  | 47  | 21  | –  | –  | –   | 29 | 47 | 14  | 28 | 31  | 45 | –  | –  | –  | –  | –  | –   | –  | –   | –  |
| Florian Enders | –   | –  | –  | –  | –   | –   | –   | –  | –  | –   | –  | –  | –   | –  | 30  | 58 | –  | –  | –  | –  | –  | –   | –  | –   | –  |
| Stephan Hocke | –   | –  | –  | –  | –   | –   | –   | –  | –  | –   | –  | –  | –   | –  | 3   | 2  | –  | –  | –  | 2  | 15 | –   | –  | –   | –  |
| Meinrad Hofmeier | –   | –  | –  | –  | –   | –   | –   | –  | –  | –   | –  | –  | –   | –  | 47  | 21 | 28 | –  | –  | –  | –  | –   | –  | –   | –  |
| Daniel Klausmann | –   | –  | 67 | 30 | –   | –   | –   | –  | –  | –   | –  | –  | 35  | 25 | 61  | 50 | –  | –  | –  | –  | –  | –   | –  | –   | –  |
| Thomas Krause | –   | –  | –  | –  | –   | –   | –   | –  | –  | –   | –  | –  | –   | –  | 53  | 46 | –  | –  | –  | –  | –  | –   | –  | –   | –  |
| Marc Krauspenhaar | –   | –  | –  | –  | 31  | 22  | 36  | –  | –  | –   | –  | –  | –   | –  | –   | –  | –  | –  | –  | –  | –  | –   | –  | –   | –  |
| Mario Kürschner | –   | –  | –  | –  | –   | –   | –   | –  | –  | –   | –  | –  | –   | –  | 39  | 61 | –  | –  | –  | –  | –  | –   | –  | –   | –  |
| Frank Ludwig | –   | –  | –  | –  | –   | –   | –   | –  | –  | –   | 31 | 52 | –   | –  | –   | –  | –  | –  | –  | –  | –  | –   | –  | –   | –  |
| Julian Musiol | –   | –  | 24 | 14 | 40  | 33  | 20  | –  | –  | –   | –  | –  | –   | –  | –   | –  | –  | –  | –  | –  | –  | 52  | 54 | 41  | 46 |
| Michael Neumayer | –   | –  | 15 | 34 | 43  | 41  | 28  | 18 | 11 | 32  | 21 | 34 | 20  | 29 | 5   | 11 | 25 | –  | –  | 38 | 33 | –   | –  | –   | –  |
| Hans Petrat | –   | –  | 22 | 26 | 62  | 44  | 40  | 17 | 28 | 24  | 45 | 26 | 29  | 11 | 11  | 14 | 73 | –  | –  | –  | –  | 61  | 45 | 12  | 19 |
| Stefan Pieper | –   | –  | 30 | 31 | 36  | –   | –   | –  | –  | –   | 3  | 11 | 27  | –  | 29  | –  | –  | –  | –  | 19 | 44 | 23  | 22 | 18  | 23 |
| Frank Reichel | –   | –  | –  | –  | –   | 39  | 45  | –  | –  | –   | 50 | 41 | 43  | 37 | 20  | 32 | 21 | –  | –  | –  | –  | –   | –  | –   | –  |
| Jörg Ritzerfeld | –   |    | –  | –  | –   | –   | –   | –  | –  | –   | –  | –  | –   | –  | 1   | 9  | –  | –  | –  | 10 | 14 | –   | –  | –   | –  |
| Manuel Schill | –   | –  | –  | –  | –   | –   | –   | –  | –  | –   | –  | –  | –   | –  | dsq | 54 | –  | –  | –  | –  | –  | –   | –  | –   | –  |
| Erik Simon | –   | –  | –  | –  | –   | –   | –   | –  | –  | –   | –  | –  | –   | –  | 51  | 59 | –  | –  | –  | –  | –  | –   | –  | –   | –  |
| Roland Störl | –   | –  | –  | –  | –   | –   | –   | –  | –  | –   | –  | –  | –   | –  | 52  | 44 | –  | –  | –  | –  | –  | –   | –  | –   | –  |
| Norwegia |     |    |    |    |     |     |     |    |    |     |    |    |     |    |     |    |    |    |    |    |    |     |    |     |    |
| Jon Aaraas | 17  | 13 | –  | –  | 28  | 36  | 19  | 13 | 6  | 28  | –  | –  | –   | –  | –   | –  | –  | –  | –  | –  | –  | –   | –  | –   | –  |
| Lars Bystøl | 1   | 1  | –  | –  | –   | –   | –   | –  | –  | –   | –  | –  | –   | –  | –   | –  | –  | –  | –  | –  | –  | –   | –  | –   | –  |
| Olav Magne Dønnem | 7   | 8  | –  | –  | 6   | 5   | 16  | 2  | 2  | 4   | 1  | 1  | –   | –  | –   | –  | –  | 13 | 11 | 3  | 3  | 7   | 8  | 2   | 5  |
| Tommy Egeberg | –   | –  | –  | –  | –   | –   | –   | –  | –  | –   | –  | –  | –   | –  | –   | –  | 33 | –  | –  | –  | –  | 27  | 36 | 37  | 39 |
| Ole Christen Enger | 15  | 27 | –  | –  | 58  | 17  | 31  | –  | –  | –   | 7  | 5  | 6   | 8  | –   | –  | 7  | 4  | 8  | 5  | 6  | 13  | 15 | 4   | 8  |
| Daniel Forfang | 37  | 19 | –  | –  | 37  | 14  | 13  | –  | –  | –   | 4  | 8  | 7   | 7  | –   | –  | 14 | –  | –  | –  | –  | 15  | 47 | 7   | 7  |
| Morten Gjesvold | 42  | 54 | –  | –  | –   | –   | –   | –  | –  | –   | –  | –  | –   | –  | –   | –  | –  | –  | –  | –  | –  | –   | –  | –   | –  |
| Kristian Hammer | –   | –  | 39 | –  | –   | –   | –   | –  | –  | –   | –  | –  | –   | –  | –   | –  | –  | –  | –  | –  | –  | –   | –  | –   | –  |
| Kim-Roar Hansen | 46  | 2  | –  | –  | 5   | 3   | 14  | 5  | 15 | 18  | –  | –  | 11  | 16 | –   | –  | 11 | –  | –  | –  | –  | 39  | 35 | –   | –  |
| Håkon Helgesen | 48  | 47 | –  | –  | –   | –   | –   | –  | –  | –   | –  | –  | –   | –  | –   | –  | –  | –  | –  | –  | –  | –   | –  | –   | –  |
| Terje Hilde | 45  | 30 | –  | –  | –   | –   | –   | –  | –  | –   | –  | –  | –   | –  | –   | –  | –  | –  | –  | –  | –  | –   | –  | –   | –  |
| Håvard Lie | 20  | 40 | –  | –  | –   | –   | –   | –  | –  | –   | 42 | 39 | 22  | 27 | –   | –  | –  | –  | –  | –  | –  | –   | –  | –   | –  |
| Thomas Lobben | 51  | 31 | –  | –  | –   | –   | –   | –  | –  | –   | 38 | 29 | 25  | 30 | –   | –  | –  | –  | –  | –  | –  | –   | –  | –   | –  |
| Christian Meyer | 26  | 17 | –  | –  | –   | –   | –   | –  | –  | –   | 66 | 23 | 53  | 36 | –   | –  | –  | –  | –  | –  | –  | –   | –  | –   | –  |
| Magnus Rostad | 29  | 37 | –  | –  | –   | –   | –   | –  | –  | –   | –  | –  | –   | –  | –   | –  | –  | –  | –  | –  | –  | –   | –  | –   | –  |
| Morten Solem | 4   | 4  | –  | –  | –   | –   | –   | –  | –  | –   | –  | –  | –   | –  | –   | –  | –  | –  | –  | –  | –  | –   | –  | –   | –  |
| Erik Lyche Solheim | 30  | 50 | –  | –  | –   | –   | –   | –  | –  | –   | –  | –  | –   | –  | –   | –  | –  | –  | –  | –  | –  | –   | –  | –   | –  |
| Eirik Ulimoen | –   | –  | –  | –  | –   | –   | –   | –  | –  | –   | –  | –  | –   | –  | –   | –  | –  | –  | –  | –  | –  | –   | –  | 8   | 6  |
| Erik Leine Wangen | 25  | 60 | –  | –  | –   | –   | –   | –  | –  | –   | –  | –  | –   | –  | –   | –  | 17 | –  | –  | –  | –  | 53  | 37 | 13  | 26 |
| Polska |     |    |    |    |     |     |     |    |    |     |    |    |     |    |     |    |    |    |    |    |    |     |    |     |    |
| Krystian Długopolski | 24  | 28 | –  | 12 | 22  | 11  | 15  | 19 | 19 | 35  | –  | –  | dns | 31 | –   | –  | 29 | 23 | 19 | 22 | 27 | 54  | 31 | 22  | 21 |
| Stefan Hula | –   | –  | –  | –  | –   | –   | –   | –  | –  | –   | –  | –  | –   | –  | –   | –  | –  | –  | –  | –  | –  | –   | 64 | –   | –  |
| Robert Mateja | –   | –  | –  | –  | –   | –   | –   | 16 | 21 | 21  | –  | –  | 19  | 6  | –   | –  | –  | –  | –  | –  | –  | –   | –  | 20  | 9  |
| Marek Michniak | –   | –  | –  | –  | –   | –   | –   | –  | –  | –   | –  | –  | –   | –  | –   | –  | 58 | –  | –  | –  | –  | –   | –  | –   | –  |
| Tomasz Pochwała | –   | –  | –  | –  | –   | –   | –   | 22 | 38 | 33  | 56 | 28 | –   | –  | –   | –  | 23 | –  | –  | –  | –  | –   | –  | –   | –  |
| Mateusz Rutkowski | 22  | 21 | –  | 41 | 12  | 1   | 3   | –  | –  | –   | –  | –  | –   | –  | –   | –  | –  | –  | –  | –  | –  | 25  | 55 | –   | –  |
| Wojciech Skupień | 21  | 18 | –  | 38 | 47  | 11  | 6   | –  | –  | –   | –  | –  | –   | –  | –   | –  | 6  | –  | –  | –  | –  | –   | –  | –   | –  |
| Grzegorz Sobczyk | –   | –  | –  | –  | –   | –   | –   | –  | –  | –   | 70 | 55 | –   | –  | –   | –  | 36 | 40 | 46 | 56 | –  | –   | –  | –   | –  |
| Kamil Stoch | –   | –  | –  | 47 | 69  | 20  | –   | –  | –  | –   | –  | –  | –   | –  | –   | –  | –  | –  | –  | –  | –  | 42  | –  | –   | –  |
| Krzysztof Styrczula | –   | –  | –  | –  | –   | –   | 61  | –  | –  | –   | –  | –  | –   | –  | –   | –  | –  | –  | –  | –  | –  | –   | –  | –   | –  |
| Grzegorz Śliwka | –   | –  | –  | –  | –   | –   | –   | –  | –  | –   | 65 | 45 | –   | –  | –   | –  | 39 | –  | –  | –  | –  | –   | –  | –   | –  |
| Rafał Śliż | –   | –  | –  | –  | –   | –   | –   | –  | –  | –   | 58 | 24 | –   | –  | –   | –  | 43 | –  | –  | –  | –  | –   | –  | –   | –  |
| Tomisław Tajner | –   | –  | –  | –  | –   | –   | –   | 14 | 39 | 8   | –  | –  | 41  | 45 | –   | –  | 15 | 30 | 27 | 39 | 47 | –   | –  | 30  | 40 |
| Wojciech Tajner | 12  | 15 | –  | –  | –   | –   | –   | –  | –  | –   | –  | –  | 25  | 26 | –   | –  | 18 | 19 | 14 | 23 | 36 | 51  | 50 | –   | –  |
| Sebastian Toczek | –   | –  | –  | –  | –   | –   | –   | –  | –  | –   | –  | –  | –   | –  | –   | –  | 64 | –  | –  | –  | –  | –   | –  | –   | –  |
| Wojciech Topór | –   | –  | –  | –  | –   | –   | –   | –  | –  | –   | –  | –  | –   | –  | –   | –  | 57 | –  | –  | –  | –  | –   | –  | –   | –  |
| Paweł Urbański | –   | –  | –  | –  | –   | –   | –   | –  | –  | –   | –  | –  | –   | –  | –   | –  | 75 | –  | –  | –  | –  | –   | –  | –   | –  |
| Mateusz Wantulok | –   | –  | –  | –  | –   | –   | –   | –  | –  | –   | –  | –  | –   | –  | –   | –  | 54 | –  | –  | –  | –  | –   | –  | –   | –  |
| Rosja |     |    |    |    |     |     |     |    |    |     |    |    |     |    |     |    |    |    |    |    |    |     |    |     |    |
| Andriej Barmienkow | dsq | 49 | –  | –  | –   | 60  | 60  | –  | –  | –   | –  | –  | –   | –  | –   | –  | –  | –  | –  | –  | –  | –   | –  | –   | –  |
| Aleksiej Bujwołow | –   | –  | 46 | 55 | 70  | 72  | 66  | –  | –  | –   | –  | –  | 59  | 63 | –   | –  | –  | –  | –  | –  | –  | –   | –  | –   | –  |
| Dmitrij Ipatow | –   | –  | –  | –  | 15  | –   | –   | –  | –  | –   | –  | –  | –   | –  | –   | –  | –  | –  | –  | –  | –  | –   | –  | –   | –  |
| Pawieł Karielin | dsq | 61 | 70 | 69 | –   | –   | –   | –  | –  | –   | –  | –  | 54  | 47 | –   | –  | –  | –  | –  | –  | –  | –   | –  | –   | –  |
| Dienis Korniłow | 52  | 6  | –  | –  | 30  | –   | –   | –  | –  | –   | –  | –  | –   | –  | –   | –  | –  | –  | –  | –  | –  | 9   | 6  | –   | –  |
| Jewgienij Plechow | –   | –  | 51 | 21 | 65  | 67  | 61  | –  | –  | –   | –  | –  | –   | –  | –   | –  | –  | –  | –  | –  | –  | –   | –  | –   | –  |
| Siergiej Rodionow | 57  | 56 | 48 | 19 | –   | 70  | 58  | –  | –  | –   | –  | –  | 37  | 34 | –   | –  | –  | –  | –  | –  | –  | –   | –  | –   | –  |
| Rumunia |     |    |    |    |     |     |     |    |    |     |    |    |     |    |     |    |    |    |    |    |    |     |    |     |    |
| Andrei Balazs | –   | –  | –  | –  | 84  | 79  | 70  | –  | –  | –   | 71 | 61 | 61  | 61 | 57  | 57 | 71 | –  | –  | –  | –  | –   | –  | –   | –  |
| Ovidiu Ichim | –   | –  | –  | –  | –   | dns | dns | –  | –  | –   | –  | –  | –   | –  | –   | –  | –  | –  | –  | –  | –  | –   | –  | –   | –  |
| Ciprian Ioniță | –   | –  | –  | –  | 80  | 77  | 71  | –  | –  | –   | 76 | 65 | 63  | 64 | 66  | 64 | 77 | –  | –  | –  | –  | –   | –  | –   | –  |
| Słowacja |     |    |    |    |     |     |     |    |    |     |    |    |     |    |     |    |    |    |    |    |    |     |    |     |    |
| Martin Babis | –   | –  | –  | –  | –   | –   | –   | –  | –  | –   | –  | –  | –   | –  | –   | –  | 65 | –  | –  | –  | –  | –   | –  | –   | –  |
| Matúš Michalak | –   | –  | –  | –  | –   | –   | –   | –  | –  | –   | –  | –  | –   | –  | –   | –  | 74 | –  | –  | –  | –  | –   | –  | –   | –  |
| Michal Pšenko | –   | –  | –  | –  | –   | –   | –   | –  | –  | –   | –  | –  | –   | –  | –   | –  | 27 | –  | –  | –  | –  | –   | –  | –   | –  |
| Vladimír Roško | –   | –  | 56 | –  | –   | –   | 68  | –  | –  | –   | 64 | 59 | –   | –  | –   | –  | 61 | –  | –  | –  | –  | –   | –  | –   | –  |
| Słowenia |     |    |    |    |     |     |     |    |    |     |    |    |     |    |     |    |    |    |    |    |    |     |    |     |    |
| Jure Bogataj | 18  | 39 | 14 | 46 | 34  | 9   | 1   | –  | –  | –   | –  | –  | 17  | 47 | –   | –  | 68 | 25 | 39 | 31 | 26 | –   | –  | –   | –  |
| Gašper Čavlovič | –   | –  | –  | –  | –   | 66  | –   | –  | –  | –   | –  | –  | –   | –  | –   | –  | –  | –  | –  | –  | –  | –   | –  | –   | –  |
| Jernej Damjan | –   | –  | 2  | 20 | 7   | 6   | 6   | –  | –  | –   | –  | –  | –   | –  | 7   | 8  | 3  | 6  | 1  | 6  | 9  | –   | –  | –   | –  |
| Damjan Fras | –   | –  | –  | –  | –   | –   | –   | –  | –  | –   | –  | –  | –   | –  | 48  | 29 | 13 | 7  | 6  | 27 | 21 | –   | –  | –   | –  |
| Andraž Kern | –   | –  | –  | –  | –   | dsq | –   | –  | –  | –   | –  | –  | –   | –  | –   | –  | –  | –  | –  | –  | –  | –   | –  | 31  | 32 |
| Igor Medved | 44  | 29 | –  | –  | –   | 31  | –   | –  | –  | –   | 15 | 13 | 16  | 20 | 49  | 39 | –  | –  | –  | –  | –  | –   | –  | –   | –  |
| Bine Norčič | –   | –  | 27 | 16 | 44  | 31  | 34  | –  | –  | –   | –  | –  | 34  | 12 | 23  | 25 | –  | –  | –  | –  | –  | –   | –  | –   | –  |
| Jaka Oblak | –   | –  | –  | –  | –   | 33  | –   | –  | –  | –   | –  | –  | –   | –  | –   | –  | –  | –  | –  | –  | –  | 63  | 63 | –   | –  |
| Uroš Peterka | –   | –  | –  | –  | –   | 16  | 36  | –  | –  | –   | –  | –  | –   | –  | –   | –  | –  | –  | –  | –  | –  | –   | –  | –   | –  |
| Primož Pikl | –   | –  | 29 | 49 | 78  | 17  | 55  | –  | –  | –   | –  | –  | –   | –  | –   | –  | 10 | 18 | 31 | 17 | 17 | –   | –  | 34  | 48 |
| Jure Radelj | –   | –  | 11 | 24 | 53  | 47  | –   | –  | –  | –   | 39 | 40 | –   | –  | –   | –  | –  | –  | –  | –  | –  | –   | –  | –   | –  |
| Gorazd Robnik | –   | –  | –  | –  | –   | 41  | –   | –  | –  | –   | 43 | 25 | –   | –  | –   | –  | 21 | 5  | 9  | 12 | 10 | –   | –  | 28  | 13 |
| Jure Šinkovec | –   | –  | –  | –  | –   | –   | –   | –  | –  | –   | –  | –  | –   | –  | –   | –  | –  | 42 | 40 | 14 | 12 | –   | –  | –   | –  |
| Jurij Tepeš | –   | –  | –  | –  | –   | 57  | –   | –  | –  | –   | –  | –  | –   | –  | –   | –  | –  | –  | –  | –  | –  | –   | –  | –   | –  |
| Jan Tomazin | –   | –  | –  | –  | –   | 49  | –   | –  | –  | –   | –  | –  | –   | –  | –   | –  | –  | –  | –  | –  | –  | –   | –  | –   | –  |
| Rok Urbanc | 54  | 20 | 21 | 23 | 48  | 15  | 10  | –  | –  | –   | 27 | 33 | 36  | 21 | –   | –  | –  | –  | –  | –  | –  | 43  | 46 | 43  | 41 |
| Primož Urh-Zupan | –   | –  | –  | –  | –   | 35  | –   | –  | –  | –   | 18 | 32 | 13  | 16 | –   | –  | –  | –  | –  | –  | –  | –   | –  | –   | –  |
| Milan Živič | –   | –  | –  | –  | –   | 46  | –   | –  | –  | –   | 24 | 44 | 47  | 41 | –   | –  | –  | –  | –  | –  | –  | –   | –  | –   | –  |
| Bine Zupan | –   | –  | 10 | 8  | 13  | 10  | 3   | –  | –  | –   | 9  | 12 | 10  | 9  | 13  | 26 | 50 | –  | –  | –  | –  | 28  | 43 | 36  | 25 |
| Primož Zupan | –   | –  | –  | –  | –   | –   | –   | –  | –  | –   | –  | –  | –   | –  | –   | –  | –  | –  | –  | –  | –  | 41  | 39 | –   | –  |
| Stany Zjednoczone |     |    |    |    |     |     |     |    |    |     |    |    |     |    |     |    |    |    |    |    |    |     |    |     |    |
| Samuel Burke | –   | –  | –  | –  | –   | –   | –   | –  | –  | –   | –  | –  | –   | –  | –   | –  | –  | 46 | –  | –  | –  | –   | –  | –   | –  |
| Jeffrey Denney | –   | –  | 58 | 49 | 76  | 67  | 61  | –  | –  | –   | 56 | 62 | –   | –  | –   | –  | –  | 44 | –  | –  | –  | –   | –  | –   | –  |
| Jim Denney | –   | –  | 43 | 51 | 51  | 62  | 49  | –  | –  | –   | 48 | 54 | –   | –  | –   | –  | –  | 50 | –  | 45 | 31 | –   | –  | 49  | 50 |
| Chris Francis | –   | –  | –  | –  | –   | –   | –   | –  | –  | –   | –  | –  | –   | –  | –   | –  | –  | 33 | 44 | –  | 55 | –   | –  | –   | –  |
| Mike Furey | –   | –  | –  | –  | –   | –   | –   | –  | –  | –   | –  | –  | –   | –  | –   | –  | –  | 54 | –  | –  | –  | –   | –  | –   | –  |
| Logan Gerber | –   | –  | –  | –  | –   | –   | –   | –  | –  | –   | –  | –  | –   | –  | –   | –  | –  | 37 | 33 | 55 | –  | –   | –  | dsq | 45 |
| Michael Glasder | –   | –  | –  | –  | –   | –   | –   | –  | –  | –   | –  | –  | –   | –  | –   | –  | –  | 53 | –  | –  | –  | –   | –  | –   | –  |
| Blake Hughes | –   | –  | –  | –  | –   | –   | –   | –  | –  | –   | –  | –  | –   | –  | –   | –  | –  | 52 | –  | –  | –  | –   | –  | –   | –  |
| Anders Johnson | –   | –  | –  | –  | –   | –   | –   | –  | –  | –   | –  | –  | –   | –  | –   | –  | –  | 56 | –  | –  | –  | –   | –  | –   | –  |
| Kyle Kessler | –   | –  | –  | –  | –   | –   | –   | –  | –  | –   | –  | –  | –   | –  | –   | –  | –  | 48 | –  | –  | –  | –   | –  | –   | –  |
| Tim Nelson | –   | –  | –  | –  | –   | –   | –   | –  | –  | –   | –  | –  | –   | –  | –   | –  | –  | 31 | 30 | 48 | 43 | –   | –  | –   | –  |
| Hartman Rector | –   | –  | –  | –  | –   | –   | –   | –  | –  | –   | –  | –  | –   | –  | –   | –  | –  | 55 | –  | –  | –  | –   | –  | –   | –  |
| Thomas Schwall | –   | –  | –  | –  | –   | –   | –   | –  | –  | –   | –  | –  | –   | –  | –   | –  | –  | –  | –  | –  | –  | –   | –  | 45  | 42 |
| Dave Sobozak | –   | –  | –  | –  | –   | –   | –   | –  | –  | –   | –  | –  | –   | –  | –   | –  | –  | 51 | –  | –  | –  | –   | –  | –   | –  |
| Brian Welch | –   | –  | 44 | 44 | 65  | 36  | 41  | –  | –  | –   | –  | –  | –   | –  | –   | –  | –  | 27 | 38 | 41 | 39 | –   | –  | 47  | 49 |
| Szwajcaria |     |    |    |    |     |     |     |    |    |     |    |    |     |    |     |    |    |    |    |    |    |     |    |     |    |
| Maxime Bianchi | –   | –  | 72 | –  | –   | –   | –   | –  | –  | –   | –  | –  | –   | –  | –   | –  | –  | –  | –  | –  | –  | –   | –  | –   | –  |
| Sébastien Cala | –   | –  | 65 | –  | –   | –   | –   | –  | –  | –   | –  | –  | –   | –  | –   | –  | –  | –  | –  | –  | –  | –   | –  | –   | –  |
| Davide Cantoni | –   | –  | 69 | 71 | –   | –   | –   | –  | –  | –   | –  | –  | –   | –  | –   | –  | –  | –  | –  | –  | –  | –   | –  | –   | –  |
| Christoph Höss | –   | –  | 55 | 52 | 53  | 62  | 39  | –  | –  | –   | 72 | 56 | 56  | 52 | –   | –  | –  | –  | –  | –  | –  | –   | –  | –   | –  |
| Christian Müllener | –   | –  | 61 | 67 | –   | –   | –   | –  | –  | –   | 60 | 51 | 54  | 56 | –   | –  | –  | –  | –  | –  | –  | –   | –  | –   | –  |
| Stefan Nyffeler | –   | –  | 61 | 70 | –   | –   | –   | –  | –  | –   | –  | –  | –   | –  | –   | –  | –  | –  | –  | –  | –  | –   | –  | –   | –  |
| Marco Steinauer | –   | –  | 9  | 13 | 20  | 19  | 12  | –  | –  | –   | 46 | 27 | –   | –  | –   | –  | –  | –  | –  | 21 | 35 | –   | –  | 44  | 36 |
| Sandro Steiner | –   | –  | 30 | 66 | 62  | 27  | 42  | –  | –  | –   | –  | –  | –   | –  | –   | –  | –  | –  | –  | –  | –  | 62  | 61 | –   | –  |
| Marc Vogel | –   | –  | 18 | 56 | 61  | 49  | 47  | –  | –  | –   | 26 | 53 | 58  | 59 | –   | –  | 31 | –  | –  | 24 | 18 | 60  | 29 | 35  | 29 |
| Szwecja |     |    |    |    |     |     |     |    |    |     |    |    |     |    |     |    |    |    |    |    |    |     |    |     |    |
| Andreas Arén | 56  | 44 | –  | –  | –   | –   | –   | –  | –  | –   | –  | –  | –   | –  | –   | –  | –  | –  | –  | –  | –  | 48  | 44 | –   | –  |
| Besnik Gashi | –   | –  | –  | –  | –   | –   | –   | –  | –  | –   | –  | –  | –   | –  | –   | –  | 66 | –  | –  | –  | –  | –   | –  | –   | –  |
| Isak Grimholm | 27  | 35 | 11 | 22 | 39  | 54  | 27  | –  | –  | –   | –  | –  | –   | –  | –   | –  | 46 | 12 | 17 | 24 | 16 | –   | –  | –   | –  |
| Jakob Grimholm | –   | –  | 59 | 64 | 67  | 75  | 67  | –  | –  | –   | –  | –  | –   | –  | –   | –  | –  | –  | –  | –  | –  | –   | –  | –   | –  |
| Emil Westberg | 58  | 51 | 52 | 48 | 48  | 72  | 49  | –  | –  | –   | –  | –  | –   | –  | –   | –  | 56 | 41 | 41 | 44 | 42 | 67  | 68 | –   | –  |
| Jonas Westberg | 61  | 48 | 53 | 62 | 78  | 69  | 65  | –  | –  | –   | –  | –  | –   | –  | –   | –  | 47 | –  | –  | –  | –  | –   | –  | –   | –  |
| Ukraina |     |    |    |    |     |     |     |    |    |     |    |    |     |    |     |    |    |    |    |    |    |     |    |     |    |
| Igor Bojczuk | –   | –  | –  | –  | –   | –   | –   | –  | –  | –   | 75 | 63 | 57  | 57 | –   | –  | 59 | –  | –  | –  | –  | 69  | 75 | –   | –  |
| Wołodymyr Boszczuk | –   | –  | –  | –  | –   | –   | –   | –  | –  | –   | 55 | 68 | 63  | 55 | –   | –  | 42 | –  | –  | –  | –  | 57  | 56 | –   | –  |
| Ołeksandr Łazarowycz | –   | –  | –  | –  | –   | –   | –   | –  | –  | –   | 68 | 58 | 62  | 60 | –   | –  | 62 | –  | –  | –  | –  | 36  | 69 | –   | –  |
| Witalij Szumbareć | –   | –  | –  | –  | –   | –   | –   | –  | –  | –   | –  | –  | –   | –  | –   | –  | 76 | –  | –  | –  | –  | –   | –  | –   | –  |
| Węgry |     |    |    |    |     |     |     |    |    |     |    |    |     |    |     |    |    |    |    |    |    |     |    |     |    |
| Dénes Pungor | –   | –  | –  | –  | –   | 80  | 72  | –  | –  | –   | –  | –  | –   | –  | –   | –  | –  | –  | –  | –  | –  | –   | –  | –   | –  |
| Włochy |     |    |    |    |     |     |     |    |    |     |    |    |     |    |     |    |    |    |    |    |    |     |    |     |    |
| Giancarlo Adami | –   | –  | 39 | 28 | 75  | 76  | 55  | –  | –  | –   | 74 | 64 | –   | –  | 68  | 62 | 72 | –  | –  | –  | –  | 73  | 74 | 50  | 51 |
| Marco Beltrame | –   | –  | 60 | –  | –   | –   | –   | –  | –  | –   | –  | –  | –   | –  | –   | –  | –  | 36 | 28 | 43 | 44 | –   | –  | –   | –  |
| Alessio Bolognani | –   | –  | –  | 40 | 62  | 58  | 43  | –  | –  | –   | 63 | 60 | 48  | 38 | 55  | 49 | 70 | 39 | 35 | 50 | 53 | –   | –  | –   | –  |
| Stefano Chiapolino | –   | –  | –  | 43 | 44  | 44  | 32  | –  | –  | –   | 50 | 42 | 30  | 44 | 59  | 41 | 38 | –  | –  | –  | –  | 56  | 67 | 39  | 34 |
| Sebastian Colloredo | –   | –  | 34 | –  | –   | 59  | 32  | –  | –  | –   | –  | –  | –   | –  | –   | –  | –  | 20 | 21 | 37 | 24 | –   | –  | –   | –  |
| Flavio Fruch | –   | –  | –  | –  | –   | –   | –   | –  | –  | –   | –  | –  | –   | –  | 67  | 55 | 69 | –  | –  | –  | –  | –   | –  | –   | –  |
| Simone Lepre | –   | –  | 68 | –  | –   | –   | –   | –  | –  | –   | –  | –  | –   | –  | –   | –  | –  | –  | –  | –  | –  | –   | –  | –   | –  |
| 1-3 4-30 poniżej 30 dns – Zawodnik zgłoszony do konkursu nie wystartował dsq – Zawodnik zdyskwalifikowany - – Zawodnik nie zgłoszony do konkursu |     |    |    |    |     |     |     |    |    |     |    |    |     |    |     |    |    |    |    |    |    |     |    |     |    |

## Klasyfikacja generalna
| Miejsce | Zawodnik                 | Występy | Punkty |
| ------- | ------------------------ | ------- | ------ |
| 1.      | Olav Magne Dønnem        | 18      | 935    |
| 2.      | Balthasar Schneider      | 23      | 924    |
| 3.      | Stefan Kaiser            | 21      | 773    |
| 4.      | Roland Müller            | 14      | 607    |
| 5.      | Christian Nagiller       | 12      | 555    |
| 6.      | Jernej Damjan            | 12      | 544    |
| 7.      | Ole Christen Enger       | 18      | 508    |
| 8.      | Stefan Thurnbichler      | 18      | 490    |
| 9.      | Ferdinand Bader          | 16      | 486    |
| 10.     | Janne Happonen           | 8       | 411    |
| 11.     | Reinhard Schwarzenberger | 8       | 382    |
| 12.     | Andreas Widhölzl         | 6       | 370    |
| 13.     | Martin Koch              | 9       | 368    |
| 14.     | Bernhard Metzler         | 18      | 355    |
| 15.     | Kim-Roar Hansen          | 13      | 340    |
| 16.     | Juha-Matti Ruuskanen     | 10      | 332    |
| 17.     | Pekka Salminen           | 16      | 326    |
| 18.     | Daniel Forfang           | 14      | 310    |
| 19.     | Akira Higashi            | 6       | 309    |
| 20.     | Bine Zupan               | 16      | 304    |
| 21.     | Olli Pekkala             | 6       | 301    |
| 22.     | Wolfgang Loitzl          | 6       | 295    |
| 23.     | Daiki Itō                | 10      | 270    |
| 24.     | Stephan Hocke            | 4       | 236    |
| 25.     | Janne Ylijärvi           | 19      | 218    |
| 26.     | Mateusz Rutkowski        | 8       | 207    |
| 27.     | Toni Nieminen            | 14      | 201    |
| 28.     | Lars Bystøl              | 2       | 200    |
| 28.     | Manuel Fettner           | 17      | 200    |
| 30.     | Lauri Hakola             | 14      | 189    |
| ...     |                          |         |        |